# J.B. Filz’s Sohn

Werbung von J. B. Filz Sohn (1906)

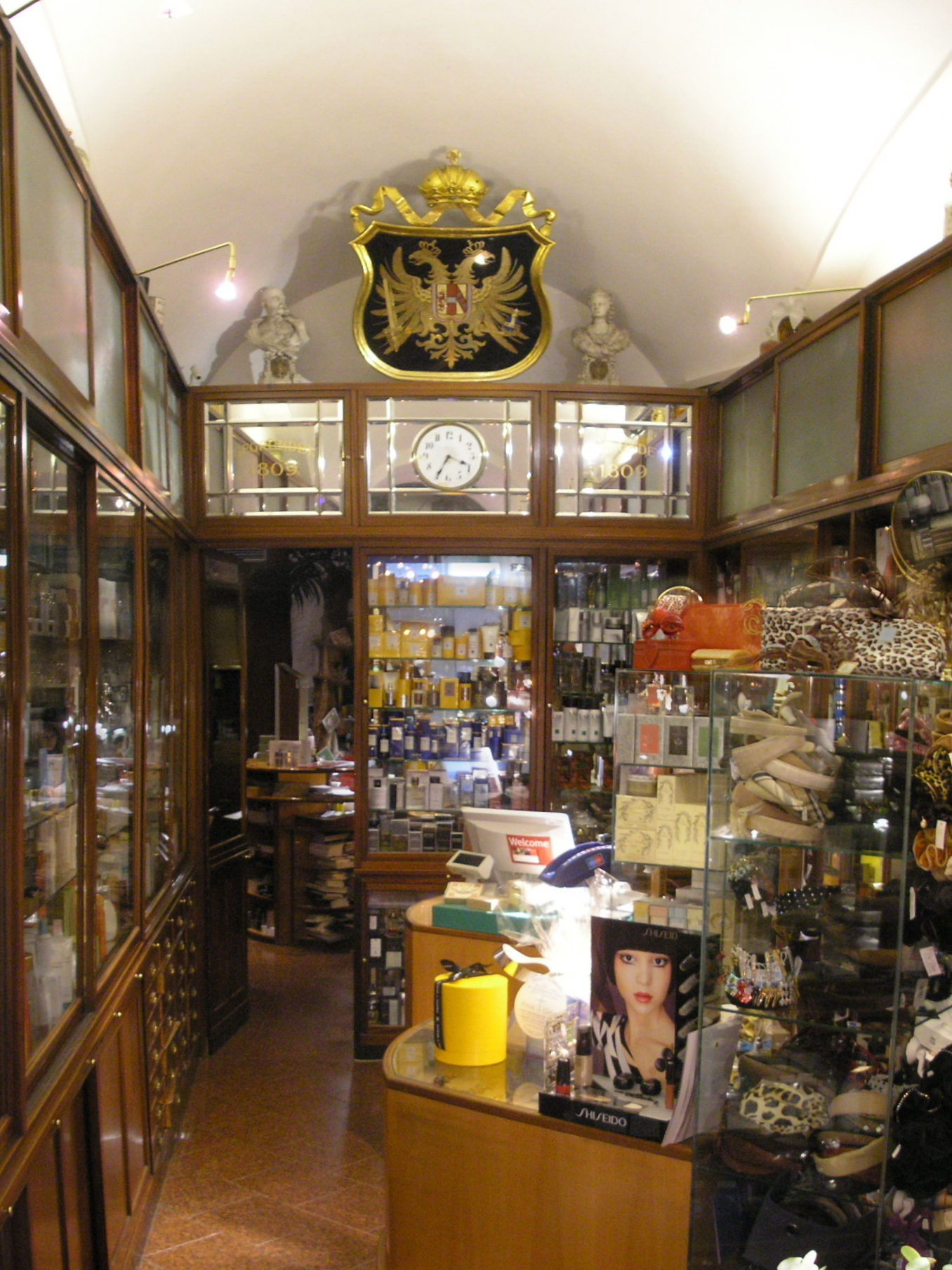
Innenansicht von J.B. Filz's Sohn „Duft G'wölb“ am Graben

J.B. Filz’s Sohn ist eine traditionsreiche Parfumerie und ehemaliger k.u.k. Hoflieferant im 1. Wiener Gemeindebezirk Innere Stadt, am Graben 13. Das Geschäft befindet sich seit seiner Gründung im Familienbesitz.

## Geschichte
Das Unternehmen wurde 1809 von Anton Filz gegründet. Die diversen Duftwasser, Seifen, Cremes, Schminken und Pomaden stellte er selber her. Die Geschäfte liefen während des Wiener Kongresses gut, da hochrangige internationale Gäste nach Wien kamen und in der Stadt viele Feste veranstaltet wurden.
1818 starb Anton Filz unerwartet und seine Witwe und ihr erst 18-jähriger Sohn Johann Baptist Filz mussten das Geschäft weiterführen. Die beiden hatten mit mangelnden finanziellen Mitteln und fehlender Kundschaft zu kämpfen. 1829, mit der Eröffnung der Schiffsverbindung zwischen Wien und Budapest durch die Erste Donau-Dampfschiffahrts-Gesellschaft, pendelte Filz zwischen den Städten, um seine Produkte zu verkaufen. 1831 patentierte er sein "Echt Pariser Damen-Conservations-Wasser". Mit der Postkutsche reiste er nach London und Paris, um dort einzukaufen. Im "Wiener Intelligenz-Blatt" schaltete er eine Anzeige frei: "Die Echtheit der exclusiven, ausländischen Ware wird anhand der amtlich bestätigten Zollbolette nachgewiesen." Mit der Zeit setzte der Erfolg ein und der Laden wurde ein beliebter Treffpunkt der Gesellschaft.
Die Wirren der Revolution von 1848/49 im Kaisertum Österreich überstand Filz und 1860 übernahm sein Sohn Wilhelm die Geschäfte. Wilhelm Filz belieferte nicht nur den Adel und das gehobene Bürgertum mit Duftwässerchen, sondern auch den kaiserlichen Hof. 1872 erhielt er vom Kaiser das Privileg des Hoftitels und durfte sich k.u.k. Hof-Parfumeur nennen. Zu dem Zeitpunkt hieß das Unternehmen J.B. Filz's Sohn. Wilhelm Filz wurde vor allem für sein Lavendelwasser bekannt, das wiederum im Roman "Die Strudlhofstiege" von Heimito von Doderer erwähnt wird.
Nachfolger im Unternehmen wurde sein Sohn Kommerzialrat Rudolf Filz, der 1905 ebenfalls den Hoflieferantentitel erhielt. Der Erste Weltkrieg, der Zusammenbruch der Monarchie, die Weltwirtschaftskrise und schließlich der Zweite Weltkrieg brachten dem Unternehmen schwere Zeiten, da die Mittel für Luxusgüter bei den Kunden sehr beschränkt waren. Rudolf Filz starb 1949, seine Schwiegertochter Gertrude Filz übernahm das Geschäft. Mit ihrem Spürsinn für das Geschäft schaffte sie es, das Unternehmen während der Nachkriegszeit wieder zu etablieren.
Seit 1978 leitet die Tochter von Gertrude Filz, Helga Zmrzlik-Filz, gemeinsam mit deren Tochter Angelika Liebhart das Unternehmen in der sechsten und siebenten Generation.

## Geschäft
Das kleine Geschäft am "Graben 13" ist ein Gewölbe (auf Wienerisch auch „Duft G'wölb“ genannt), in dem sich vom Fußboden bis zur Decke reichende, historische Holzschränke mit Parfum- und Kosmetikartikeln befinden. An der Wand hängt der kaiserliche Doppeladler, flankiert von Büsten des Kaisers Franz Joseph I. und der Kaiserin Elisabeth. Das öffentliche Führen des kaiserlichen Doppeladlers war ein den Hoflieferanten gestattetes Privileg, um das Hofverhältnis anzuzeigen. Gleich neben dem Filzschen Geschäft befindet sich Kniže & Comp., der ebenfalls ein k.u.k. Hoflieferant war.